# آرباکل، کالیفرنیا
آرباکل (به انگلیسی: Arbuckle) یک منطقهٔ مسکونی در ایالات متحده آمریکا است که در شهرستان کولوزا، کالیفرنیا واقع شده‌است. آرباکل ۴٫۵۶ کیلومتر مربع مساحت و ۳٬۰۲۸ نفر جمعیت دارد و ۴۳ متر بالاتر از سطح دریا واقع شده‌است.